# Lucius Titius Plautius Aquilinus
Lucius Titius Plautius Aquilinus war ein römischer Politiker und Senator des 2. Jahrhunderts.
Aquilinus war wahrscheinlich Italiker und ein Sohn des Lucius Epidius Titius Aquilinus, Konsul im Jahr 125. Seine genaue Laufbahn ist unbekannt. Im Jahr 162 wurde Aquilinus ordentlicher Konsul. 